# Dircenna varina
Dircenna varina är en fjärilsart som beskrevs av William Chapman Hewitson 1869. Dircenna varina ingår i släktet Dircenna och familjen praktfjärilar. Inga underarter finns listade i Catalogue of Life.